# Monodelphis glirina
Monodelphis glirina és una espècie d'opòssum de Sud-amèrica, anteriorment considerada una subespècie de l'opòssum cuacurt de flancs vermells (M. brevicaudata). Viu a Bolívia, Brasil i el Perú, on viu a la jungla amazònica. És omnívor, nocturn i principalment no arborícola.